# KFC Langemark
KFC Langemark was een Belgische voetbalclub uit Langemark. De club was aangesloten bij de KBVB met stamnummer 5645 en heeft rood clubkleur.

## Geschiedenis
In 1953 sloot FC Langemark zich aan bij de Belgische Voetbalbond en ging er spelen in de provinciale reeksen. De club klom er op naar de hogere reeksen.
Na verschillende jaren in Tweede Provinciale promoveerde KFC Langemark in 2008 nog eens naar het hoogste provinciale niveau.
In 2011 degradeerde de club terug naar Tweede Provinciale, maar het won dat jaar wel de Beker van West-Vlaanderen. Men bleef men twee seizoen in Tweede Provinciale, tot men in 2014 terug naar Eerste Provinciale promoveerde.
In 2014/15 dreigde de club in vereffening te gaan, maar uiteindelijk besloot men onder het stamnummer verder te werken met de jeugdploegen, om hun provinciaal label niet te verliezen. Het eerste elftal en de beloften zouden het volgende seizoen op het onderste niveau, Vierde Provinciale, aantreden met een nieuw stamnummer, namelijk VK Langemark-Poelkapelle met stamnummer 9650. Uiteindelijk werd in de zomer van 2015 toch ook het oude stamnummer 5645 geschrapt.

## Resultaten
- 2006/07  Tweede Provinciale
- 2007/08  Tweede Provinciale  (Promotie naar Eerste Provinciale)
- 2008/09  Eerste Provinciale
- 2009/10  Eerste Provinciale
- 2010/11  Eerste Provinciale  (Eindronde voor promotie naar Vierde Klasse verloren)
- 2011/12  Eerste Provinciale  (Degradatie naar Tweede Provinciale)
- 2012/13  Tweede Provinciale
- 2013/14  Tweede Provinciale  (Promotie naar Eerste Provinciale door het behalen van de kampioenstitel)
- 2014/15  Eerste Provinciale  ...